# سیارک ۷۶۷۰
سیارک ۷۶۷۰ (به انگلیسی: 7670 Kabelac، نامگذاری:1995QJ) هفت هزار و ششصد و هفتادمین سیارک کشف شده‌است که در ۲۰ اوت ۱۹۹۵ کشف شد.
قدر مطلق سیارک برابر ۱۵٫۸۰ است.